# Самарт, Шобхна
Шо́бхана Сама́рт (англ. Shobhana Samarth, хинди शोभना समर्थ; 1915 или 17 ноября 1916 — 9 февраля 2000) — индийская актриса

, кинорежиссёр

 и кинопродюсер маратхской этнической принадлежности, которая начала свою карьеру в первые годы звуковых фильмов в киноиндустрии хинди и продолжала играть ведущие роли в 1950-х годах. Одна из самых высокооплачиваемых актрис своего времени, также организовала кинокомпанию Shobhana Pictures и выпустила четыре фильма, в которых дебютировали её дочери Нутан и Тануджа.

## Биография
Шобхана родилась 17 ноября 1916 года в Бомбее в семье П. Х. Шилотри, который был одним из первых банкиров в Индии и основал Shilotri Bank. В 1928 году из-за падения цен на золото и нескольких неудачных вложений, её семья потеряла своё благосостояние, и в 1931 году они переехали в Бангалор. В декабре того же года отец Шобханы умер от сердечного приступа, а она с матерью вернулась в Бомбей, где стала жить у своего дяди.
Она сменила имя с Сародж на Шобхана и начала сниматься в кино после того, как обручилась с Кумарсеном Самартом, который в тот момент только планировал заняться кинопроизводством. Её первый фильм Nigahe Nafrat или Vilasi Ishwar, снятый студией Kolhapur Cinetone в двух версиях на маратхи и на хинди, был выпущен в 1935 году. После чего актриса взяла перерыв из-за замужества и рождения первого ребёнка.
В дальнейшем в 1936—1941 годах играла в фильмах студии Sagar Movietone, часто в паре с Мотилалом.
Более всего актриса известна исполнением роли Ситы, которую она впервые сыграла в фильме Виджая Бхатта Bharat Milap (1941), а после — в Ram Rajya (1943), одном из самых успешных мифологических фильмов индийского кинематографа. Затем она повторила роль в фильмах Rambaan (1948) и Ram Vivah (1950) с Премом Адибом в роли Рамы. Их дуэт в итоге сформировал современную иконографию Рамаяны в комиксах, на календарях, а также на плакатах Вишва хинду паришад. В 1950 году попробовала себя в качестве режиссёра и продюсера, выпустив фильм Hamari Beti, в котором дебютировала её старшая дочь.
У Шобханы и Кумарсена, поженившихся в 1935 году, было четверо детей, в том числе известные актрисы Нутан (1936—1991) и Тануджа (род. 1943). Их другая дочь — Чатура — художник, а сын Джайдип — продюсер. Чатура и Джайдип никогда не снимались в кино. После четырнадцати лет брака Кумарсен и Шобхана мирно расстались, но официально разведены никогда не были. После их расставания Шобхана жила с киноактёром Мотилалом. Среди её внуков актёрами являются сын Нутан, Мохниш Бахл, и дочери Тануджи — Каджол и Таниша Мукерджи.
Она и её старшая дочь Нутан не общались более двадцати лет, но помирились в 1983 году за восемь лет до смерти Нутан от рака в феврале 1991 года. На момент собственной смерти, также от рака в 2000 году, у Шобны было семь внучек, один внук, три правнучки и два правнука.